# Peloursin
Peloursin ist eine autochthone Rotweinsorte des Isère-Tals und wird heute in geringen Mengen in Südostfrankreich, Kalifornien und Australien angebaut. Interessant ist sie, da aus einer Kreuzung von Peloursin und Syrah die verbreitete Sorte Durif entstand.
Die große Fülle an Synonymen erklärt sich aus ihrer früheren Verbreitung im Savoie und im Département Franche-Comté. In Frankreich ist die Sorte nahezu ganz ausgestorben. Offiziell wurden Ende der 1990er Jahre noch ca. 0,59 Hektar Rebfläche erhoben.

## Synonyme
Die Rebsorte Peloursin ist auch unter den Namen Belossard, Chatille, Corsin, Durazaine, Duret, Dureza (nicht mit der Rebsorte Dureza zu verwechseln), Durif (nicht mit der Rebsorte Durif zu verwechseln), Durif fourchu, Famette, Feunette, Fumette, Gondran, Gronnat, Gronnay, Gros beclan, Gros nat, Gros noir, Gros noirin, Gros plant, Mal noir, Mauvais noir, Mosaguin, Parlouseau, Parlousseau, Pelaursin, Pellorcin, Pellossard, Pelossard noir, Pellourcin, Pelorsin, Pelossard, Pelossier, Peloursin noir, Plant d’Abas, Plant de paris, Pourret, Pourrot, Saler, Salet, Salis, Sella, Soler, Spartin, Treillin, Verne und Vert noir bekannt.